# Temporada 1976-77 de los Boston Celtics
La temporada 1976-77 fue la trigésimo primera de los Boston Celtics en la NBA. La temporada regular acabó con 44 victorias y 38 derrotas, clasificándose para los playoffs, en los que cayeron en semifinales de conferencia ante los Philadelphia 76ers.

## Elecciones en el Draft
| Ronda | Puesto | Jugador          | Posición | Nacionalidad   | Universidad |
| ----- | ------ | ---------------- | -------- | -------------- | ----------- |
| 1     | 16     | Norm Cook        | Alero    | Estados Unidos | Kansas      |
| 6     | 103    | Art Collins      | Escolta  | Estados Unidos | St. Thomas* |
| 7     | 121    | Ralph Drollinger | Pívot    | Estados Unidos | UCLA        |

## Temporada regular
| División Central     | División Central | División Central | División Central | División Central | División Central | División Central | División Central | División Central |
| Equipo               | G                | P                | %                | PD               | Casa             | Fuera            | Div              |                  |
| -------------------- | ---------------- | ---------------- | ---------------- | ---------------- | ---------------- | ---------------- | ---------------- | ---------------- |
| y-Philadelphia 76ers | 50               | 32               | .610             | –                | 32–9             | 18–23            | 11–5             |                  |
| x-Boston Celtics     | 44               | 38               | .537             | 6                | 28–13            | 16–25            | 9–7              |                  |
| New York Knicks      | 40               | 42               | .488             | 10               | 26–15            | 14–27            | 8–8              |                  |
| Buffalo Braves       | 30               | 52               | .366             | 20               | 23–18            | 7–34             | 6–10             |                  |
| New York Nets        | 22               | 60               | .268             | 28               | 10–31            | 12–29            | 6–10             |                  |

## Playoffs

### Primera ronda
Boston Celtics vs. San Antonio Spurs
| Fecha       | Partido                                   | Ciudad    |
| ----------- | ----------------------------------------- | --------- |
| 12 de abril | Boston Celtics 104, San Antonio Spurs 94  | Boston    |
| 15 de abril | San Antonio Spurs 109, Boston Celtics 113 | Cleveland |
|             | Boston Celtics gana las series 2-0        |           |

### Semifinales de Conferencia
Philadelphia 76ers vs. Boston Celtics 
| Fecha       | Partido                                    | Ciudad     |
| ----------- | ------------------------------------------ | ---------- |
| 17 de abril | Philadelphia 76ers 111, Boston Celtics 113 | Filadelfia |
| 20 de abril | Philadelphia 76ers 113, Boston Celtics 101 | Filadelfia |
| 22 de abril | Boston Celtics 100, Philadelphia 76ers 109 | Boston     |
| 24 de abril | Boston Celtics 124, Philadelphia 76ers 119 | Boston     |
| 27 de abril | Philadelphia 76ers 110, Boston Celtics 91  | Filadelfia |
| 29 de abril | Boston Celtics 113, Philadelphia 76ers 108 | Boston     |
| 1 de mayo   | Philadelphia 76ers 83, Boston Celtics 77   | Filadelfia |
|             | Philadelphia 76ers gana las series 4-3     |            |

## Estadísticas
| Rk | Jugador        | Edad | P  | PT | MP   | TC  | TCI  | %TC  | TL  | TLI | %TL  | RO  | RD   | RT   | AS  | RB  | TAP | BP | FP  | PTS  |
| -- | -------------- | ---- | -- | -- | ---- | --- | ---- | ---- | --- | --- | ---- | --- | ---- | ---- | --- | --- | --- | -- | --- | ---- |
| 1  | Jo Jo White    | 30   | 82 |    | 40.6 | 7.8 | 18.1 | .429 | 4.1 | 4.7 | .869 | 1.1 | 3.6  | 4.7  | 6.0 | 1.4 | 0.3 |    | 2.4 | 19.6 |
| 2  | Dave Cowens    | 28   | 50 |    | 37.8 | 6.6 | 15.1 | .434 | 3.2 | 4.0 | .818 | 2.9 | 11.0 | 13.9 | 5.0 | 0.9 | 1.0 |    | 3.6 | 16.4 |
| 3  | John Havlicek  | 36   | 79 |    | 36.9 | 7.3 | 16.2 | .452 | 3.0 | 3.6 | .816 | 1.4 | 3.5  | 4.8  | 5.1 | 1.1 | 0.2 |    | 2.6 | 17.7 |
| 4  | Charlie Scott  | 28   | 43 |    | 36.8 | 7.6 | 17.1 | .444 | 3.0 | 4.0 | .746 | 1.2 | 3.2  | 4.4  | 4.6 | 1.4 | 0.3 |    | 3.6 | 18.2 |
| 5  | Sidney Wicks   | 27   | 82 |    | 32.2 | 5.7 | 12.3 | .458 | 3.8 | 5.7 | .668 | 3.3 | 6.8  | 10.0 | 2.1 | 0.8 | 0.7 |    | 4.0 | 15.1 |
| 6  | Curtis Rowe    | 27   | 79 |    | 27.7 | 4.0 | 8.0  | .498 | 2.2 | 3.0 | .708 | 2.4 | 4.7  | 7.1  | 1.4 | 0.3 | 0.6 |    | 2.7 | 10.1 |
| 7  | Tom Boswell    | 23   | 70 |    | 15.5 | 2.5 | 4.9  | .515 | 1.4 | 1.9 | .711 | 1.6 | 2.8  | 4.4  | 1.2 | 0.4 | 0.1 |    | 3.4 | 6.4  |
| 8  | Fred Saunders  | 25   | 68 |    | 15.5 | 2.7 | 5.8  | .466 | 0.5 | 0.8 | .660 | 1.1 | 2.2  | 3.3  | 1.3 | 0.4 | 0.1 |    | 2.8 | 5.9  |
| 9  | Jim Ard        | 28   | 63 |    | 15.4 | 1.5 | 4.0  | .378 | 0.8 | 1.2 | .645 | 1.2 | 3.5  | 4.7  | 0.8 | 0.3 | 0.4 |    | 2.0 | 3.8  |
| 10 | Kevin Stacom   | 25   | 79 |    | 13.3 | 2.3 | 5.5  | .409 | 0.6 | 0.7 | .793 | 0.5 | 0.7  | 1.2  | 1.5 | 0.2 | 0.0 |    | 0.8 | 5.1  |
| 11 | Steve Kuberski | 29   | 76 |    | 11.3 | 1.7 | 4.1  | .420 | 0.8 | 1.1 | .759 | 1.0 | 1.8  | 2.8  | 0.5 | 0.1 | 0.1 |    | 1.2 | 4.3  |
| 12 | Norm Cook      | 21   | 25 |    | 5.5  | 1.1 | 2.9  | .375 | 0.4 | 0.7 | .529 | 0.4 | 0.7  | 1.1  | 0.2 | 0.4 | 0.1 |    | 1.1 | 2.5  |
| 13 | Bobby Wilson   | 26   | 25 |    | 5.2  | 0.8 | 2.4  | .322 | 0.4 | 0.5 | .846 | 0.1 | 0.2  | 0.4  | 0.6 | 0.1 | 0.0 |    | 0.8 | 2.0  |

## Galardones y récords
| Jugador       | Galardón                              |
| Jo Jo White   | 2.º Mejor quinteto de la NBA All-Star |
| John Havlicek | All-Star                              |
| Dave Cowens   | All-Star                              |